# Karen (Meme)
Der Begriff Karen ist ein Meme, das sich in den späten 2010er Jahren zunächst in den Vereinigten Staaten zu einer weitverbreiteten Bezeichnung für Frauen mit bestimmten Verhaltensweisen entwickelte.

## Entstehungsgeschichte

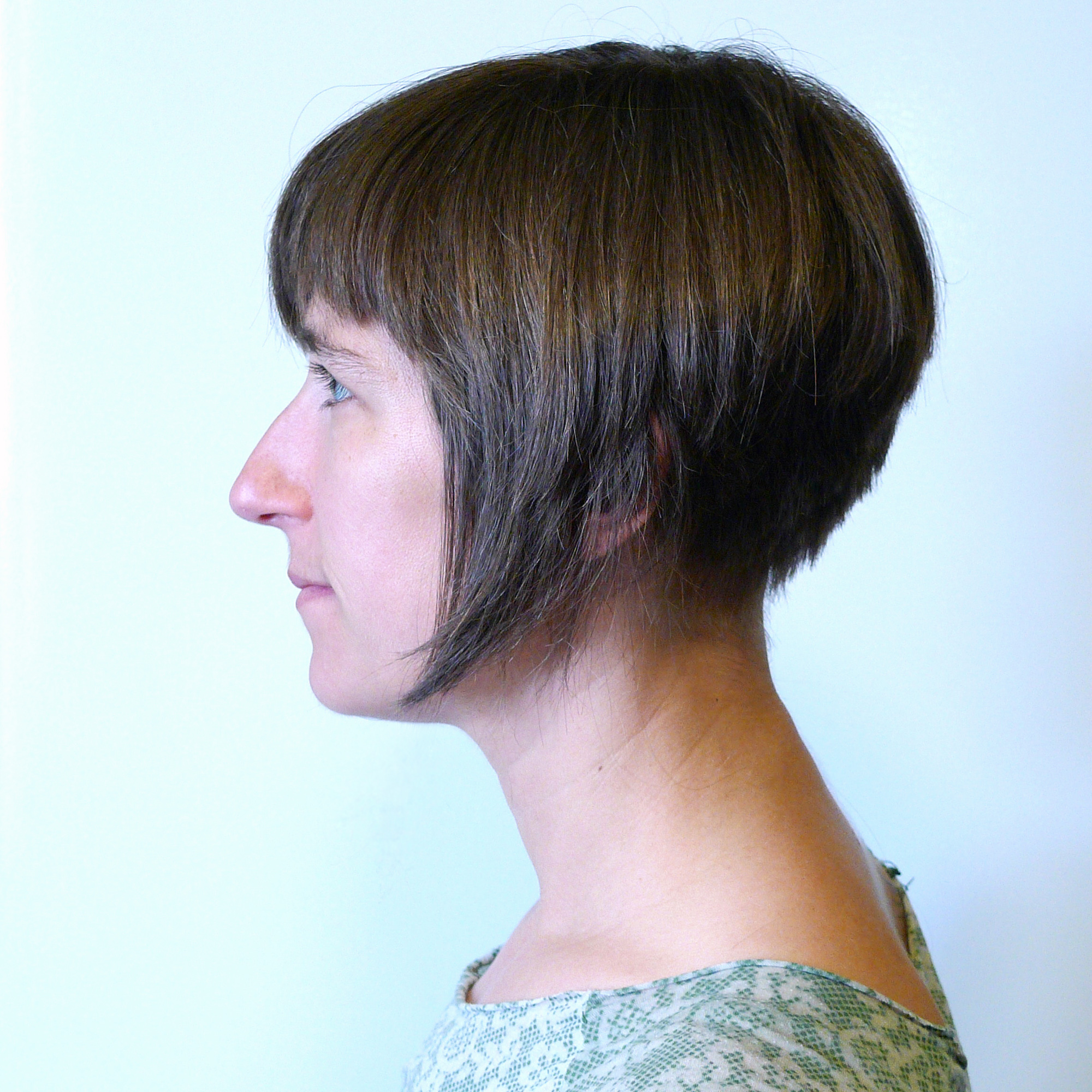
Kurzhaarfrisur Bob, welche häufig mit dem Begriff Karen assoziiert wird

Seit Vorkommnisse in der Öffentlichkeit mit Smartphones gefilmt und auf sozialen Online-Medienplattformen hochgeladen werden, kommt es aus der Kommunikation der Nutzer heraus zur Bildung moderner Stereotypen. Ein bestimmtes Verhalten mancher der weißen Mittelschicht angehörender Frauen wurde zunächst im Umfeld des Rassismus thematisiert. Dabei nutzten solche Frauen ihre privilegierte Stellung, um sich bei der Polizei wegen geringfügiger oder angeblicher Verstöße von Schwarzen zu beschweren. Als Folge entsprechender Filme entstanden vor allem in den Vereinigten Staaten Stereotypen wie „BBQ Becky“ (eine Frau, die sich über grillende Schwarze in der Nachbarschaft beschwerte), „Permit Patty“ (eine Frau, die ein achtjähriges, schwarzes Mädchen wegen Wasserverkaufs anzeigte), „Pool Patrol Paula“ (eine Frau, die einem minderjährigen Schwarzen die Nutzung eines Swimmingpools untersagte) und viele andere. All diesen zum Meme gewordenen Vorkommnissen haben gemeinsam, dass in ihrem Verlauf eine weiße Person die Polizei ruft oder dies androht, weil Schwarze völlig alltägliche Handlungen ausüben. Die Medienwissenschaftlerin Apryl Williams sieht in den diesen Memes zugrundeliegenden Verhaltensweisen die Fortsetzungen von Narrativen, die seit der Zeit der Sklaverei bestehen. Demnach seien Weiße Schwarzen von Natur aus überlegen und deshalb sei es notwendig, das Verhalten Letzterer zu kontrollieren.
Später kamen Memes zu Frauen mittleren Alters – häufig mit einem blonden bobähnlichen Kurzhaarschnitt mit Sidecut – dazu, die sich lautstark über angeblich schlechte Dienstleistungen beschwerten und ein Gespräch mit einem Verantwortlichen forderten, bekanntgeworden unter dem Slogan: „Can I speak to your manager?“
Ab dem Jahr 2018 verschmolzen beide Komponenten zu „Karen“. Als Karen werden demnach weiße Frauen bezeichnet, die egoistisch, selbstgerecht und rassistisch eingestellt sind, und minderprivilegierte Menschen von oben herab behandeln. Seit dem Jahr 2020 wird auch die Ablehnung der Maskenpflicht mit dem Meme in Verbindung gebracht. Ebenfalls im Kontext der Covid-19-Pandemie kursierten Memes, die Karen als Impfgegnerin zeigten.

## Rezeption
Medien griffen insbesondere im Jahr 2020 den Internethype auf. So titelte BBC News What exactly is a ’Karen‘ and where did the meme come from? (dt.: „Was genau ist eine ‚Karen‘ und woher kam das Meme?“) Die Onlineausgabe des Guardian brachte einen Artikel mit dem Titel The year of Karen: how a meme changed the way Americans talked about racism (dt.: „Das Jahr der Karen: Wie ein Meme die Art und Weise veränderte, wie Amerikaner über Rassismus sprachen“). Die Berliner Zeitung fragte im selben Jahr Wer ist Karen? und ähnlich die Stuttgarter Zeitung: Wer ist Karen? – Herkunft und Bedeutung des Memes.